# 평양성 (고구려)
평양성(平壤城) 혹은 장안성(長安城)은 고구려의 마지막 수도로 427년(장수왕 16년)에 이곳으로 천도한 뒤 고구려가 멸망할 때(보장왕 27년)까지 수도 역할을 했던 곳이다. 입지 조건상 외적의 침입을 막기에 적합했던 것이 평양성을 수도로 선택한 이유였으며, 국내성보다 더 넓은 평지를 보유하고 있기 때문이다. 평양성을 건설할 당시 모든 성벽을 3중의 겹성으로 쌓았다.

## 위치

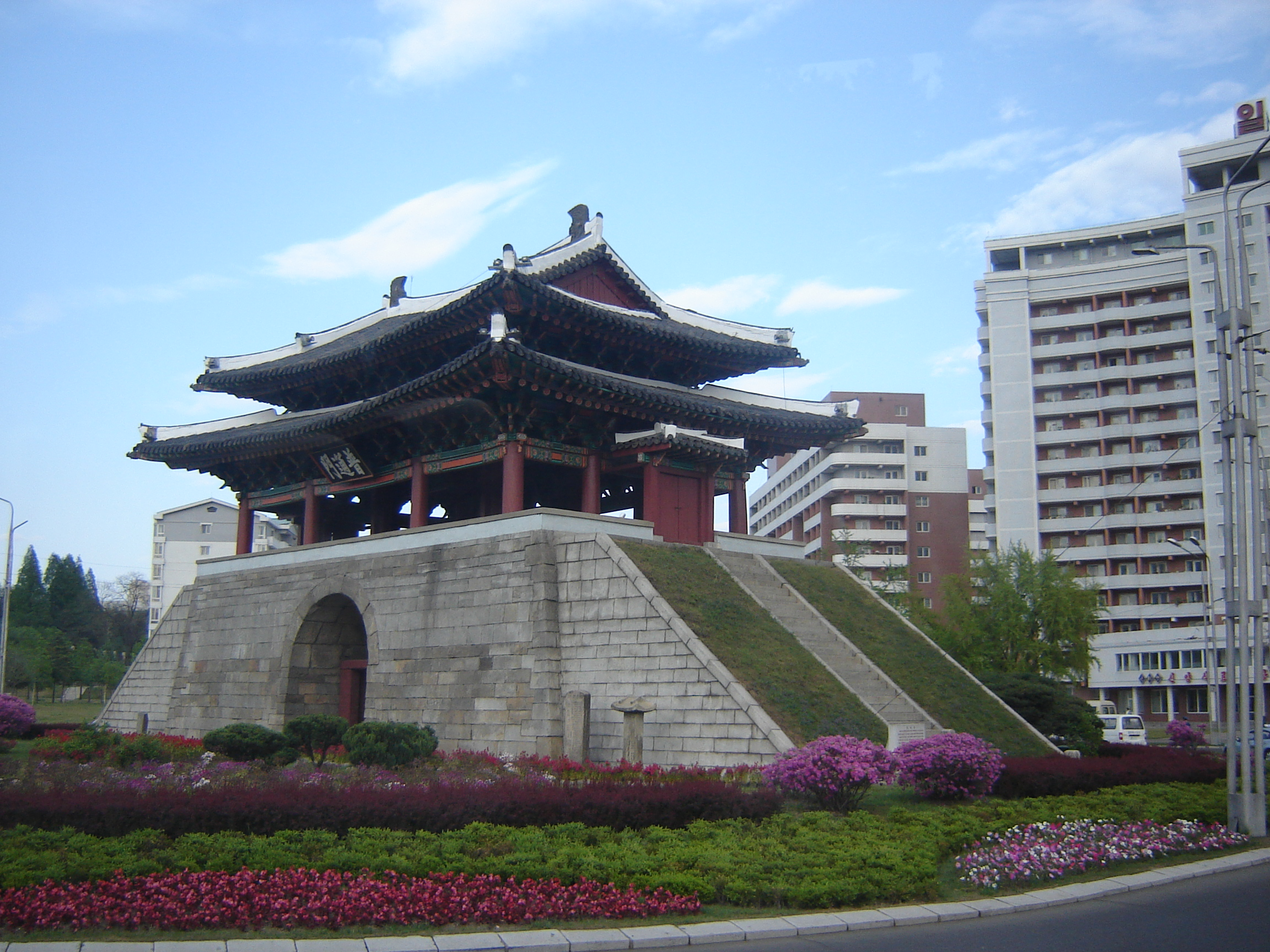
보통문

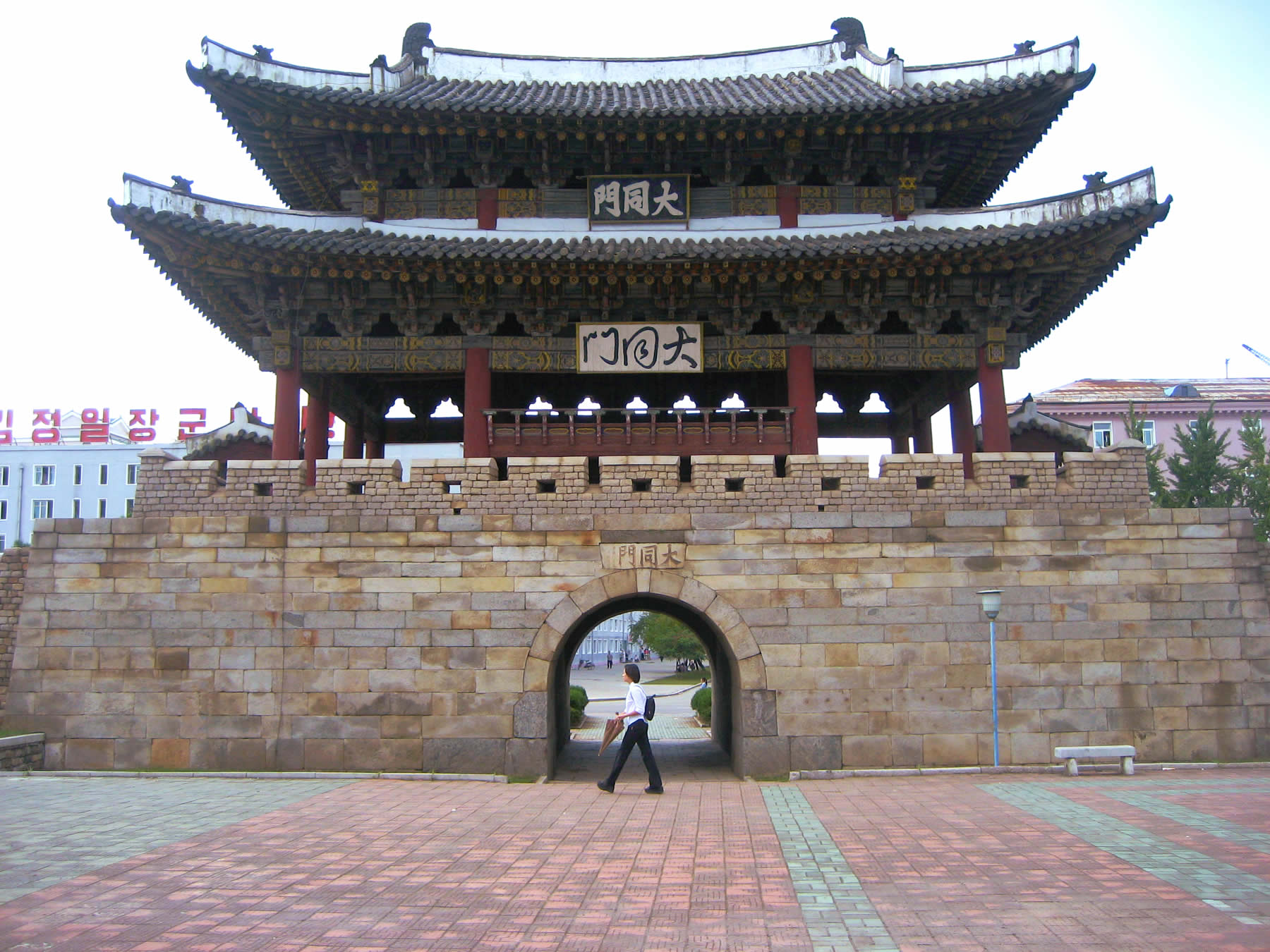
대동문

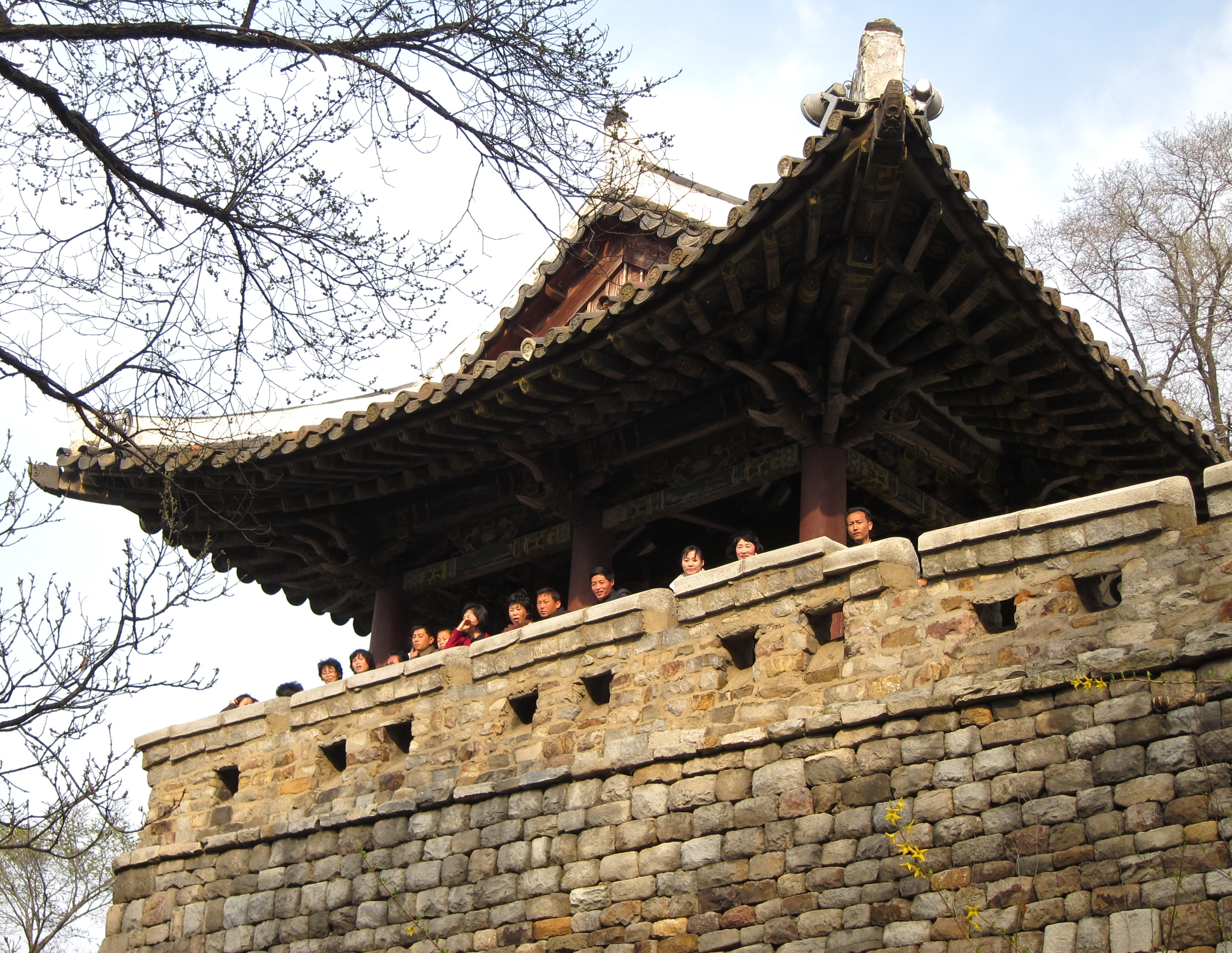
을밀대

주류 학계에서는 평양성이 지금의 조선민주주의인민공화국 평양직할시 시가지에 위치했다고 추정하고 있다. 그러나 일부 학자들은 평양성이 지금의 중화인민공화국 랴오양시에 위치했다고 주장한다.

## 구조

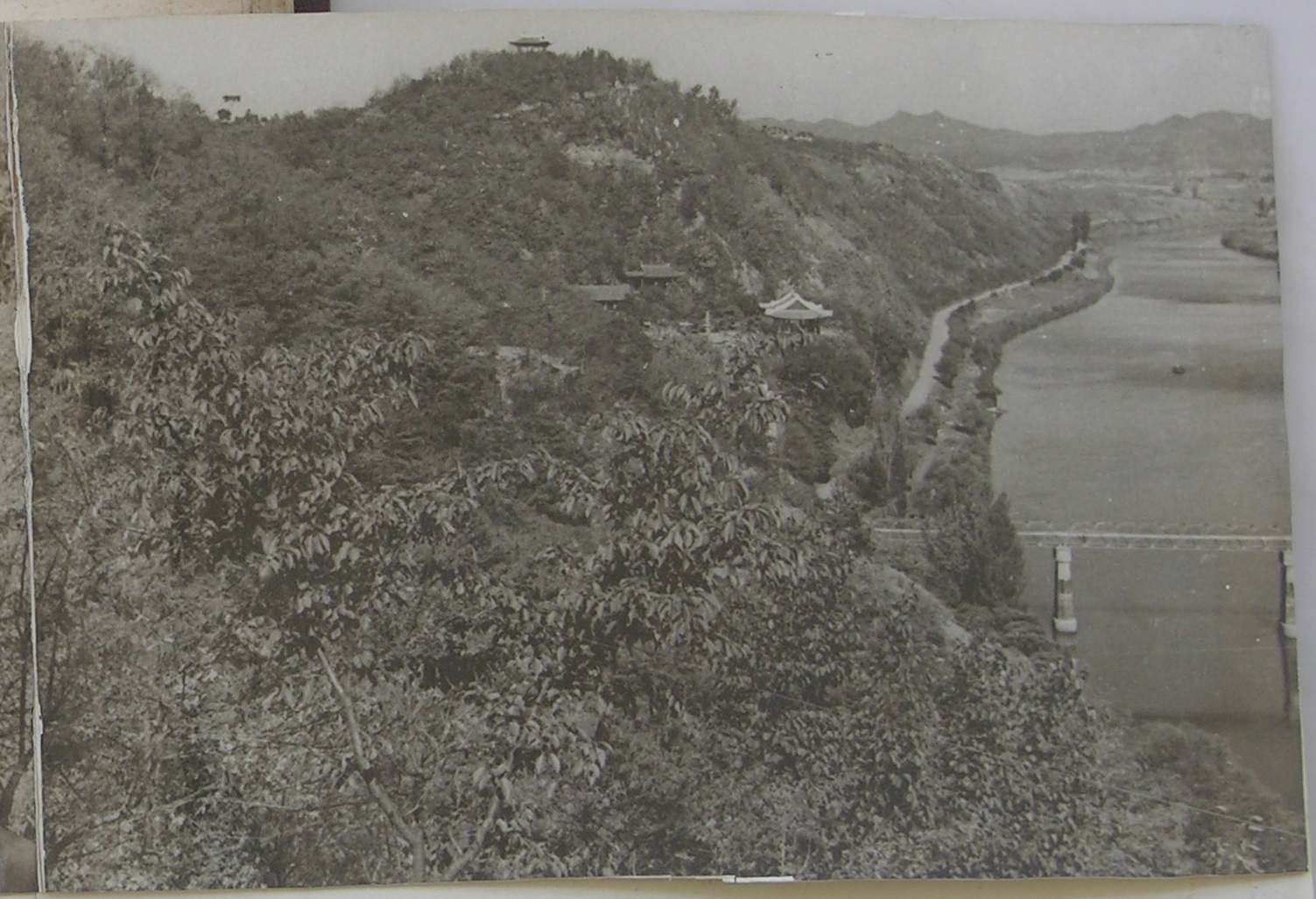
모란봉

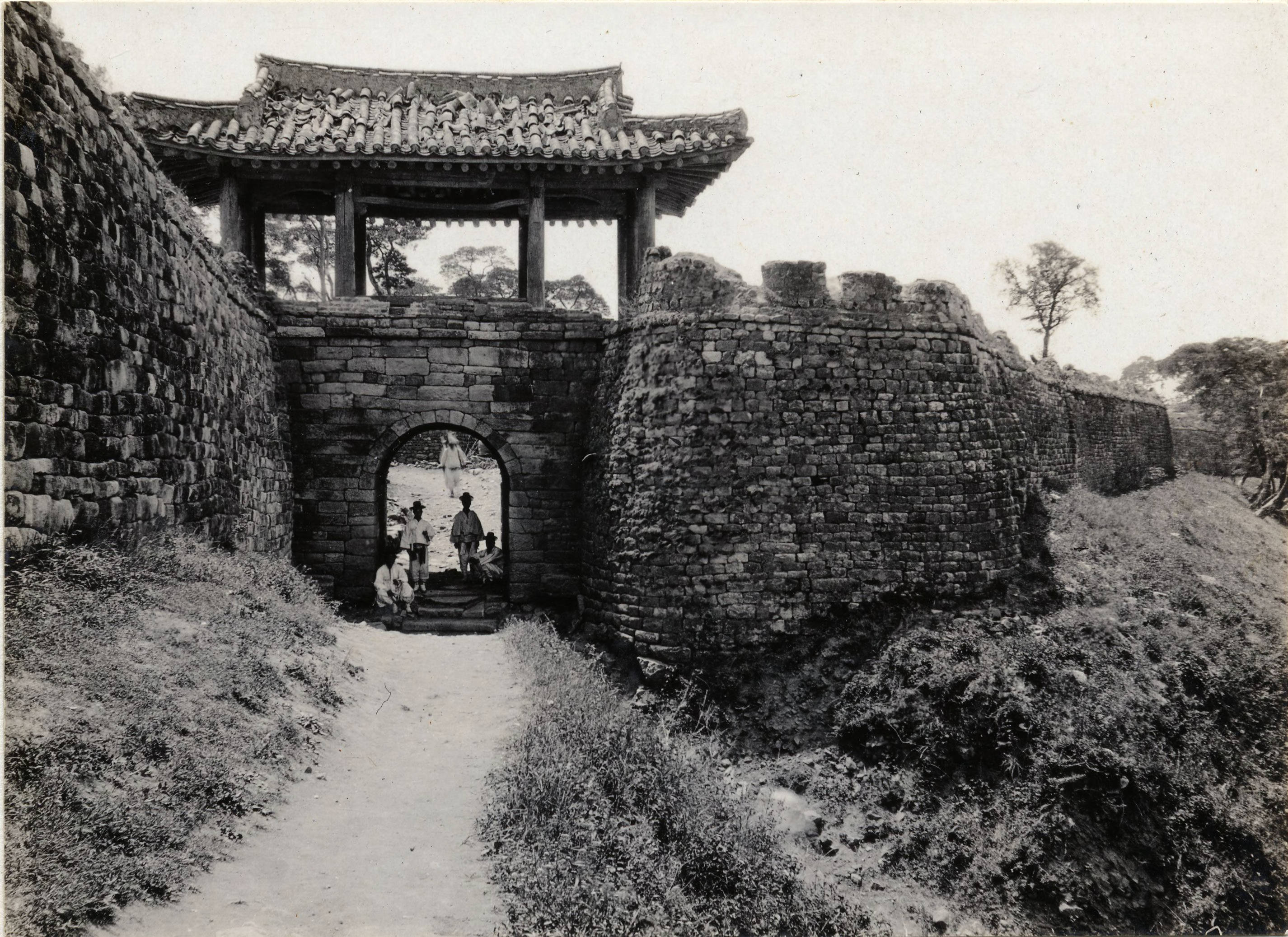
칠성문(1908년)

- 칠성문(1908년)외성[2]

- 중성
  - 보통문[3]
- 내성
  - 대동문
  - 을밀대
  - 칠성문
- 북성
  - 전금문
  - 현무문
  - 모란봉

## 역사

### 고구려
국내성에서 평양성으로 천도한 이후, 고구려가 멸망할 때까지 고구려의 수도로 자리잡았다.
552년 양원왕 시기에 천도가 결정되었고 축조 예정지 선정 및 건축계획이 시작되었다. 566년 내성 축조가 시작되었으며, 586년 천도, 589년 중성과 외성 축조가 시작되었고, 593년 최종적으로 완성되었다.
평원왕을 포함해 영양왕·영류왕·보장왕 등의 4명의 태왕이 이곳에서 즉위하였으며 장군 온달과 왕녀 평강공주와의 전설인 온달 설화가 만들어졌고 고수전쟁·고당전쟁과 같은 국제전쟁이 일어났으며 연개소문이 주화파 대신 180명과 영류왕을 죽이고 보장왕을 옹립한 막리지의 난과 뒤이어 세워진 연개소문·연남생·연남건 3명의 연씨정권이 수립되었다. 거기에 안시성주와 연개소문의 정치적 충돌까지 일어났다.
평양성 천도 시점은 그동안  광개토왕·장수왕대에 거쳐 쌓인 정복활동의 성과와 고국천왕·소수림왕대에 발전한 중앙집권제가 완성된 시기로 이를 바탕으로 수·당등 중국 통일왕조와의 전쟁에서도 10만 ~ 15만 대군을 동원해 승리할 수 있었으며 국력이 가장 완성된 시점이었다. 그러나 조정이 왕자의 장안입조를 놓고 둘로 나뉘고 반당파가 친당파를 학살하는 막리지의 난이 일어나므로서 어느때보다 정국이 혼란스럽게 전개되었다. 끝에는 형제들간의 내분이 일어나서 배신자 신성이 고구려의 멸망을 가속화하게 되었다.

### 고려
고구려를 계승한다는 고려의 정체성에 기반하여, 서경이라는 이름으로 불렸으며, 국경도시의 성으로 역할을 수행하였다. 묘청의 난에서 서경을 수도로 천도해야 한다는 주장이 있을 정도로 중요성을 있었다.

### 조선
평안도 지역의 핵심지역의 성으로 역할을 수행하였다. 임진왜란 당시 평양성에서 조선군과 일본군, 그리고 명나라 군 간 산발적인 전투가 여러 번 발생하였다. 이는 평양 전투에서 보듯, 1차부터 4차까지 격렬한 전투가 일어났다. 구한말에는 평양 전투 (1894년)이 발생하여, 청나라와 일본제국이 이곳에서 전투를 벌였다.

### 일제강점기
조선을 침탈한 일본제국은 평양성의 성곽을 철거시켰다.

### 북한
한국전쟁에서 평양 전투 (1950년)가 발생하였다. 남한보다 고구려 및 고려 시대 문화재가 많은 점에서 평양성의 보통문, 대동문, 을밀대와 모란봉을 문화재로 사용하고 있다. 북한의 국보 1호부터가 평양성이다.

## 같이 보기
- 고구려
- 평양직할시
- 랴오양시